# Nanomedicina

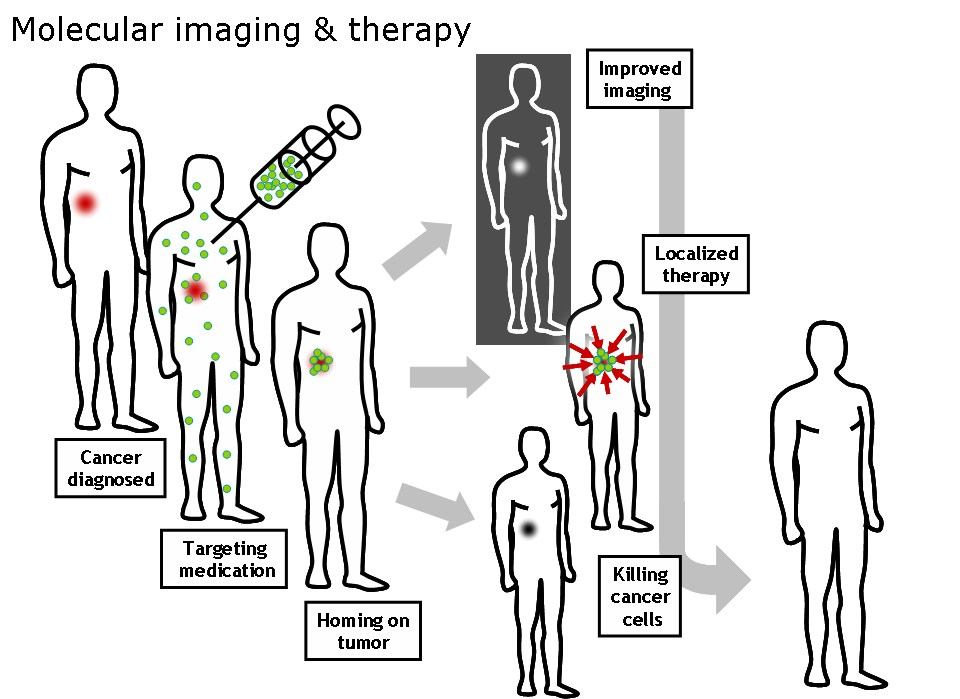
Ilustración de cómo las nanopartículas "se dirigen" a las células cancerosas para su posterior uso como visualización, terapia y curación del cáncer.

La nanomedicina es la aplicación de la nanotecnología en biomedicina, con el fin último de mejorar la calidad de vida de los seres humanos, combatiendo las enfermedades de una forma innovadora. Un nanómetro (nm) es una millonésima de un milímetro (10^-9 m). El aspecto más innovador de la nanomedicina es el empleo de nanomateriales para el diagnóstico y tratamiento de una patología. La característica principal de un nanomaterial radica en que sus propiedades fisicoquímicas dependen del tamaño de dicho material. Mediante la modificación del tamaño de dichos nanomateriales es posible obtener una señal que nos indique la presencia o no de una enfermedad, entre otras muchas aplicaciones.
El término nanomedicina se originó con las ideas de Eric Drexler acerca de la creación de "máquinas" complejas a partir de sus componentes atómicos. Dicho término ha sido definido de distintas maneras en la literatura, algunos de estos conceptos son lo suficientemente amplios como para incluir todas las área de la nanotecnología médica, sin embargo la mayoría se enfocan al control y manipulación de procesos a nivel celular en la nanoescala, aplicado al diagnóstico y tratamiento. 
La investigación en nanomedicina abarca desde el descubrimiento de nuevos nanomateriales con propiedades relevantes a la aplicación clínica en distintas patologías. En este sentido el trabajo en nanomedicina abarca áreas clásicas como la química, la física, la biología y la ingeniería. Las patologías en las que la nanomedicina está teniendo impacto son numerosas: desde cáncer a enfermedades cardiovasculares, enfermedades raras y enfermedades infecciosas. En este último caso se refleja claramente en el espectacular éxito de las vacunas basadas en ARN mensajero, las cuales no podrían existir sin el uso de nanomateriales lipídicos que protegen la molécula hasta que llegue a la célula. Este éxito tampoco debe ocultar lo que constituye el mayor cuello de botella de la nanomedicina: la dificultad de que nuevos desarrollos en el laboratorio alcancen al paciente.
Por áreas de aplicación las nanomedicinas pueden emplearse en tres campos principalmente: diagnóstico in vitro, diagnóstico in vivo y regeneración de tejidos.

## Nanomateriales usados en medicina
La nanotecnología emplea materiales a escala nanométrica, normalmente sintetizados por vía química, que, debido a su tamaño, interactúan con los sistemas biológicos a nivel molecular y pueden revolucionar el tratamiento de enfermedades por medio de la estimulación, respuesta, e interacción con sitios específicos para inducir respuestas fisiológicas mientras se minimizan los efectos secundarios. En la actualidad existen aproximadamente cien productos nanotecnológicos aplicables en nanomedicina y disponibles en el mercado. Son utilizados en terapias contra el cáncer, la hepatitis y las enfermedades infecciosas; como anestésicos, para el tratamiento de problemas cardiovasculares, en trastornos inflamatorios e inmunológicos; en patologías endocrinas, en enfermedades degenerativas y en muchos otros casos.

### Liposomas y micelas
Los liposomas son el tipo de nanopartículas con un uso más amplio en aplicaciones médicas. Estas partículas consisten en dos principales componentes: un núcleo acuoso rodeado por una membrana fosfolípida. El núcleo acuoso provee un comportamiento interno en el que puede ser transportada alguna carga. La membrana fosfolípida provee un recubrimiento que aísla los compuestos en el compartimento interior de los agentes que puedan degradarlos. 
Este tipo de sistemas ya están en uso en pruebas con humanos. Por ejemplo, liposomas que contienen doxorrubicina han sido aprobados por la FDA para tratamiento de cáncer de ovario y múltiples mielomas.  Se ha comprobado también que los liposomas magnéticos catiónicos poliméricos presentan gran estabilidad y circulación prolongada media vida más que los liposomas tradicionales, permitiendo el transporte de fármacos al cerebro.
Las micelas tienen similitudes con los liposomas ya que proveen también un ambiente cerrado que permite el secuestro de cargas que de otra manera estarían expuestas a distintos ambientes fisiológicos que llevarían a la degradación. Las micelas tienen una forma esférica con un núcleo hidrofóbico y una cubierta hidrofílica, esta cubierta permite que las micelas pasen a través de distintas membranas. La modificación superficial (recubrimientos) facilitan el transporte y facilidad de acceso de las micelas a sitios específicos del cuerpo como puede ser el cerebro.

### Nanotubos de carbono
Los nanotubos son moléculas generalmente de un solo elemento formando un cilindro hueco; estas estructuras tienen un amplio rango de propiedades eléctricas, elásticas y térmicas. Los nanotubos de carbono son los más utilizados, descubiertos en 1991 por Sumio Iijima, son estructuras compuestas por hojas de grafeno enrolladas en una forma cilíndrica. Pueden tener unas o varias capas. Tienen un diámetro de uno o varios nanómetros y pueden ser tan largos como un milímetro.
Sus características son alta resistencia, elasticidad, baja toxicidad y fotoluminiscencia, además de un comportamiento que va desde la semiconductividad a la superconductividad.

### Nanopartículas de oro
Las nanopartículas de oro están compuestas de clusters de átomos de oro preparados a partir de la reducción de sales de oro. Debido a los cambio de su resonancia de plasmon superficial, las nanopartículas de oro se pueden utilizar para ensayos colorimétricos. Por medio del control de la agregación de nanopartículas de oro se han podido detectar matrices de biomoléculas.

### Puntos cuánticos
Los puntos cuánticos son nanopartículas (nanocristales) semiconductores que cuando se exponen a la luz, emiten claramente colores diferentes dependiendo de su tamaño. Tienen un amplio espectro de excitación, espectros de emisión estrechos, picos de emisión de fluorescencia sintonizables, tiempos de vida largos, y pueden ser conjugados a proteínas, anticuerpos y otras biomoléculas, lo que los convierte en sondas ideales para imagen médica. Los puntos cuánticos bioconjugados son muy buenas sondas y nano-vectores fluorescentes, por lo que son diseñados como dispositivos (o parte de ellos) de imagen médica. Su pequeño tamaño posibilita su introducción en células, e incluso el seguimiento de moléculas individuales. Si bien su elevada toxicidad los hace más indicados para diagnóstico in vitro, mediante el uso de kits o point-of-care, evitando su administración in vivo.

### Vesículas extracelulares
Las vesículas extracelulares son nanopartículas segregadas naturalmente por las células que pueden atravesar fácilmente la barrera hematoencefálica cargadas con moléculas curativas.

### Nanopartículas de óxido de hierro
Las nanopartículas de óxido de hierro empleadas en nanomedicina pueden estar formadas por distintos tipos de óxidos, siendo los más comunes las magnetita y la maghemita. Las propiedades magnéticas de estas nanopartículas es lo que las convierte en uno de los nanomateriales más destacados en nanomedicina. Sus aplicaciones van desde el tratamiento de tumores mediante hipertermia magnética (lo cual está siendo probado ya en ensayos clínicos) a su empleo como sondas de imagen médica en distintas técnicas, como la imagen por resonancia magnética o la imagen de partículas magnéticas. Además, la posibilidad de ser modificadas con isótopos radioactivos abre la posibilidad de su uso en técnicas multifuncionales, como el PET/MRI.

## Transporte de fármacos
Los nanomateriales son llevados como estructuras específicas o como una combinación de estructuras, diseñadas para entregar terapéuticos intactos, a sitios específicos, con una mínima dosis y reduciendo los efectos secundarios. Estos materiales utilizan estructuras moleculares muy específicas que les permiten interactuar con neuronas o proteínas dentro de las células.
El uso de nanopartículas permite atravesar membranas citoplásmicas y nucleares para introducir material químico, biológico o genético en células determinadas. Apuntar a un tipo de célula involucra agregar dispositivos de reconocimiento de funciones a la partícula para que le sea posible entrar a las células seleccioandas. 
Los sistemas nanoestructurados para el transporte de fármacos tienen muchas ventajas, entre ellas:
1. Control de farmacinética: Las nanopartículas de pueden sintonizar variando su tamaño y propiedades superficiales a fin de tener una largos o cortos tiempos de residencia en el cuerpo y tejidos.
2. Separación de la farmacocinética de la actividad terapéutica: Con nanopartículas, las moléculas activas con medicamento pueden sellarse y abrirse en el sitio específico de manera que la farmacocinética y la biodistribución puede ser controlada independientemente del tipo de terapéuticos utilizados.
3. Capacidad de carga: Una nanopartícula puede guardar un gran número de moléculas de medicamento o siRNA para ser transportadas a una célula.
4. Efectos de afinidad múltiple: Una sola nanopartícula puede ser construida para contener múltiples ligandos que permitan uniones multivalentes a membranas celulares.
5. Combinación de efectos terapéuticos: Distintas intervenciones de imagenología y tratamiento se pueden llevar a cabo de manera simultánea y controlada con un solo tipo de nanopartícula.
6. Efecto caballo de Troya: Las nanopartículas pueden cargar distintos medicamentos y llevarlos a través de barreras biológicas.[20]

### Liberación controlada
La nanomedicina es una posible solución para el desarrollo de nuevos sistemas de liberación controlada de fármacos. La idea consiste en utilizar nanoestructuras que transporten el fármaco hasta la zona dañada y, solamente cuando han reconocido esta zona, lo liberen como respuesta a un cierto estímulo. Para ello es necesaria la previa encapsulación o desactivación de los fármacos para que no actúen durante su tránsito por el cuerpo, de forma que mantengan intactas sus propiedades físico-químicas y que se minimicen los posibles efectos secundarios en otras zonas del cuerpo. Una vez que el fármaco ha llegado a su destino, debe liberarse a una velocidad apropiada para que sea efectivo, lo cual se puede hacer mediante una variación de ciertas condiciones (pH o temperatura) en la zona dañada, o mediante el control preciso de la velocidad de degradación del material encapsulante.

### Cáncer
Nanopartículas magnéticas o ferrofluidos pueden ser utilizados para el transporte de fármacos controlado magnéticamente. Este tecnología está basada en unir determinados medicamentos anticancerígenos con ferrofluidos que concentran dicho medicamento en un área de interés (tumor) por medio de campos magnéticos. Separaciones de partículas magnéticas puede ser utilizada para separar las células cancerígenas de la médula ósea y otros tejidos.
Debido a las características fisiológicas que presentan los tumores sólidos, la nanomedicina ofrece la posibilidad de atacar al cáncer de forma más inteligente, esto gracias a la acumulación selectiva de nanopartículas terapéuticas en el tumor. Existen dos posibilidades que permiten la acumulación selectiva en tumores: la acumulación pasiva y la acumulación activa.
La acumulación pasiva de nanopartículas en tumores se fundamenta en el efecto de permeabilidad y retención aumentada (efecto EPR, Enhanced permeability and retention effect). Este fenómeno fue descrito por Maeda y colaboradores.
El efecto EPR se presenta debido a la angiogénesis incrementada, la mayor permeabilidad vascular y el drenaje linfático deficiente de los tumores. La permeabilidad vascular incrementada es inducida por varios factores tales como bradquinina, óxido nítrico, el factor de crecimiento endotelial vascular, prostaglandinas, colagenasa y peroxinitrito (ONOO-). La producción exacerbada de estos factores aumenta la permeabilidad del tejido tumoral en comparación con tejidos sanos. Los tumores sólidos requieren un mayor suministro de nutrientes y oxígeno para sostener su rápido crecimiento por lo que desarrollan un mayor número de vasos sanguíneos (angiogénesis aumentada). La formación de estos vasos sanguíneos tumorales ocurre de forma descontrolada y, por lo tanto, presentan una arquitectura deficiente del endotelio vascular, con grandes espacios entre las uniones célula-célula, originando la hiperpermeabilidad. 
El efecto EPR ofrece la oportunidad de dirigir y acumular nanopartículas acarreadoras de fármacos de forma selectiva. El tamaño y la carga electrostática superficial de las nanopartículas juegan un papel fundamental en la acumulación pasiva en el tumor. Nanopartículas hidrofílicas con tamaños menores a 200 nm tienden a presentar un mejor acumulación por efecto EPR , esto debido al mayor tiempo de residencia de las nanopartículas en el torrente sanguíneo.
Por otra parte, la acumulación activa, es decir la internalización específica de nanopartículas terapéuticas en células tumorales, se logra mediante su funcionalización con “moléculas guía”. Las moléculas guía presentan una gran afinidad por las proteínas de superficie (receptores, marcadores, etc) sobreexpresadas por las células tumorales. Cuando las nanopartículas funcionalizadas con mloléculas guía llegan al sitio del tumor, se unen firmemente a la membrana celular y pueden llegar a ser internalizadas mediante procesos de endocitosis. Una vez dentro de la célula, las nanopartículas pueden liberar el fármaco o ejercer su actividad terapéutica (i. e. fototermia o magnetotermia). Al tener un nivel de expresión menor de marcadores, las células sanas no presentan una interacción tan fuerte con las nanopartículas, en comparación con las células cancerosas.

### Enfermedades neurodegenerativas
El transporte de fármacos al cerebro es un reto para el tratamiento de enfermedades neurodegenerativas. Una de las restricciones más significantes para una terapia efectiva es la presencia de la barrera hematoencefálica que protege al cerebro de agentes de diagnóstico o terapéuticos, al tiempo que lo protege de sustancias tóxicas. Los sistemas nanoestructurados para el transporte de fármacos ofrecen una solución prometedora para mejorar la absorción de medicamentos específicos al cerebro. Varios nanoacarreadores incluyendo liposomas y nanopartículas pueden ser utilizados como medios para encapsular medicamentos ya sea solos o en combinación con ligandos. Además la mayoría de los materiales utilizados en la fabricación de nanoacarreadores son tanto biodegradables como biocompatibles, incrementando de este modo la utilidad clínica.

## Regeneración
Aunque los nanomateriales no son algo muy nuevo, los nanomateriales fabricados sintéticamente con propiedades físicas y químicas únicas se están volviendo muy atractivos para usos en diferentes aplicaciones tecnológicas dentro de las que se encuentran los biomateriales. Esto con el objetivo de regenerar, reemplazar o reparar tejido dañado. La nanotecnología ha abierto nuevas habilidades para la ciencia de materiales estructuras en la nanoescala controlando la composición y arquitectura, correspondiendo a matrices celulares en los tejidos.
Los nanomateriales pueden mejorar el desempeño y la durabilidad de electrodos utilizados para interfasear prótesis neurales, con una superior biocompatibilidad y resistencia en la construcción de recubrimientos y depósitos. La medicina regenerativa asistida por nanotecnología promete un camino para el desarrollo de terapias a un costo efectivo para la regeneración de tejidos in situ, guía para crecimiento de tejidos, y detención o reversión de procesos cerebrales. La nanotecnología provee de las herramientas para iniciar y controlar los procesos regenerativos con la fabricación de scaffolds,  moléculas para la transmisión de señales, y células madre.

### Regeneración nerviosa
Además de encapsular células y tejidos, las nanoestructuras se utilizan para guiar y estimular el crecimiento celular sirviendo como andamios para el crecimiento de nuevos tejidos nerviosos. La nanotecnología es ahora capaz de fabricar estructuras más finas y detalladas para utilizar en la funcionalización de sensores y crecimiento celular a partir de moldes. Actualmente las guías de crecimiento neural se están llevando a pruebas clínicas, donde los experimentos consisten en la reparación y regeneración de nervios incluyendo la médula espinal.

### Regeneración cerebral
Se ha encontrado que los nanomateriales son buenas plataformas para radicales libres que pueden proteger el cerebro de muerte celular (inmediata o secundaria) causada por superóxidos, óxido nítrico y otros radicales libres asociados con isquemia, infarto cerebral, o daños al cerebro o la médula espinal. Los fullerenos, por ejemplo, han sido funcionalizados para servir como catalizadores efectivos para la destrucción de radicales libres en tejido cerebral dañado. Scaffolds nanoestructurados están diseñados para guiar y regular el crecimiento de tejidos y así permitir el transporte de nutrientes, metabolitos, y moléculas de señalización. El objetivo es imitar el ambiente del cerebro para promover la regeneración de tejido.

## Diagnóstico
El objetivo del nanodiagnóstico es la identificación de enfermedades en sus estados iniciales a nivel celular o molecular, e idealmente, a nivel de una sola célula, mediante la utilización de nanodispositivos y sistemas de contraste. Una identificación temprana permitiría una rápida capacidad de respuesta y la inmediata aplicación del tratamiento adecuado, ofreciendo así mayores posibilidades de curación.
Las principales áreas de trabajo en este campo son los nanosistemas de imagen y los nanobiosensores, dispositivos capaces de detectar en tiempo real y con una alta sensibilidad y selectividad agentes químicos y biológicos sin necesidad de marcadores fluorescentes o radioactivos.

### Imagen médica
Los sistemas nanoparticulados pueden servir como agentes de diagnóstico por imagen médica para la detección de distintas enfermedades. Los más comunes van desde óxido de hierro, perfluorocarbono, óxido de cerio o nanopartículas de platino, hasta puntos cuánticos. Este tipo de sistemas son de gran utilidad para el diagnóstico, por ejemplo, de tumores por medio de resonancia magnética nuclear.

## Otras aplicaciones
Los nanobots serán protagonistas en los procesos de distribución selectiva de fármacos en el organismo de la nanomecidina y podrían producirse con la función de reestructurar o reparar tejidos músculosos u óseos. Las fracturas podrían ser cosa del pasado, los nanobots podrían programarse para identificar fisuras en los huesos y arreglar estos de dos formas; realizando algún proceso para acelerar la recuperación del hueso roto o fundiéndose con el hueso roto o inclusive las dos. Tal vez deban transcurrir décadas hasta que esta tecnología este disponible.Y así con infinidad de enfermedades de varios tipos disolviendo sustancias muy diversas en la sangre o en la zona a tratar específicamente, inyectando pequeñas cantidades de antibióticos o antisépticos en caso de resfriados o inflamaciones.
Actualmente, las nanopartículas de plata se están usando como desinfectantes y antisépticos, en productos farmacéuticos y quirúrgicos, en ropa interior, guantes, medias y zapatos deportivos, en productos para bebés, productos de higiene personal, cubiertos, refrigeradores, lavadoras de ropa y todo tipo de materiales implantables. Un problema derivado de estas aplicaciones es su impacto ambiental, ya que en 2005, un estudio encontró que la plata en nanopartículas es 45 veces más tóxica que la corriente y además, en 2008, otro estudio indicó que pueden pasar nanopartículas sintéticas a los desagües, con fuerte toxicidad para la vida acuática, eliminando también bacterias benignas en los sistemas de drenaje.